# Lucie Varga
Lucie Varga (ur. 1904, zm. 1941 w Tuluzie) – francuska historyk pochodzenia austriackiego, mediewistka. 

## Życiorys
Pochodziła z rodziny żydowskiej. Po podporządkowaniu Austrii przez nazistów uciekła do Francji. Była asystentem Luciena Febvre.  Była pierwszą kobietą, która publikowała w czasopiśmie szkoły Annales. Zajmowała się m.in. religią katarów. 

## Wybrane publikacje
- Das Schlagwort vom „finsteren Mittelalter”, Rohrer, Baden - Leipzig - Brünn 1932.
- Zeitenwende: mentalitätshistorische Studien 1936−1939, Suhrkamp, Frankfurt am Main 1991, ISBN 3-518-28492-4
- Peter Schöttler (Hg.): Les autorités invisibles: une historienne autrichienne aux Annales dans les années trente, Édition du Cerf, Paris 1991, ISBN 2-204-04406-7